# نیوشا صارمی
نیوشا صارمی روزنامه‌نگار و مجری تلویزیونی است. وی فعالیت حرفه‌ای خود را از هفته‌نامهٔ چلچراغ در ایران آغاز کرد. صارمی پس از خروج از ایران با سایت‌هایی چون روز آنلاین و ایران‌وایر همکاری کرد و سپس به رادیو فردا پیوست. پس از آن در سال ۱۳۹۸ همکاری با تلویزیون ایران اینترنشنال را آغاز کرد. وی مجری برنامهٔ تیتر اول با نیوشا صارمی در این تلویزیون است.